# 경영 전략가
경영 전략가는 기업이나 조직의 장기적인 성공을 위해 전략적 계획을 수립하고 실행하는 전문가이다. 경영 전략 및 비즈니스 모델 혁신에 중점을 두며, 기업의 성장을 위해 시장 분석과 데이터 기반 의사 결정을 통해 다양한 해결책을 제시한다.
경영 전략가는 글로벌 비즈니스 환경의 변화를 빠르게 인식하고, 그에 맞는 경영 혁신을 추진한다. 또한 기업의 경쟁력을 높이기 위해 신규 시장 진출, 비용 절감, 디지털 전환 등의 전략을 기획하며, 기업 리더십과 협력하여 조직의 목표 달성을 돕는다.
관련 항목:
비즈니스 전략
기업 혁신